# 岡比亞河國家公園
岡比亞河國家公園（英語：River Gambia National Park），是岡比亞的國家公園，位於該國中部，由中河區負責管轄，處於岡比亞河左岸，毗鄰詹詹布雷，成立於1978年，面積6平方公里。